# ليبوغانغ مانياما
ليبوغانغ مانياما (بالإنجليزية: Lebogang Manyama) (13 سبتمبر 1990 في جنوب أفريقيا - ) هو لاعب كرة قدم جنوب أفريقي في مركز الوسط. شارك مع منتخب جنوب أفريقيا لكرة القدم. أما مع النوادي، فقد لعب مع أياكس كيب تاون وسوبر سبورت يونايتد.

## وصلات خارجية
- ليبوغانغ مانياما على موقع اتحاد تركيا (لاعب) (الإنجليزية)
- ليبوغانغ مانياما على موقع قاعدة بيانات كرة القدم.إي يو (الإنجليزية)
- ليبوغانغ مانياما على موقع ناشيونال فوتبول تيمز (الإنجليزية)
- ليبوغانغ مانياما على موقع Soccerway.com (الإنجليزية)